# Karadzs megye

Alborz tartomány megyéinek elhelyezkedése

Karadzs megye (perzsául: شهرستان کرج) Irán Alborz tartománynak keleti megyéje az ország északi részén. Északon Mázandarán tartomány, északnyugaton Tálegán megye, nyugaton Szávodzsbolág megye, délen Fardisz megye határolják. Székhelye a másfél milliós Karadzs városa.  A megye lakossága 1 709 481 fő. A megye két további kerületre oszlik: Központi kerület és Ászárá kerület. További öt város található a megyében: Ászárá, Garmdare, Kamál-Sahr, Máhdast, valamint Mohammadsahr.

## Fordítás
- Ez a szócikk részben vagy egészben  a   Karaj County című angol Wikipédia-szócikk ezen változatának fordításán alapul.  Az eredeti cikk szerkesztőit annak laptörténete sorolja fel. Ez a jelzés csupán a megfogalmazás eredetét és a szerzői jogokat jelzi, nem szolgál a cikkben szereplő információk forrásmegjelöléseként.